# 형사사법포털
형사사법정보시스템(korea Information System of Criminal Justice Services)은 법원, 법무부, 검찰청, 경찰청 등 4개 형사 사법 기관이 표준화 된 정보 시스템에서 수사, 기소, 재판, 집행 업무를 수행하고 그 결과 생성된 정보와 문서를 공동으로 활용하는 전자적 업무관리 체계이다. 이 포털을 관리하기 위해 대한민국 법무부 기획조정실 산하에 형사사법공통시스템운영단을 둔다.

## 연혁
- 2005. 1. 형사 사법 기관인 법원, 법무부, 검찰, 경찰이 합의를 거쳐 형사사법통합정보체계추진단으로 출발
- 2010. 7. 형사사법정보시스템(KICS) 전면 개통
- 2010. 10. 18. 기획조정실 하에 형사사법공동시스템운영단 신설[2]
- 2024. 9. 19. 차세대 형사사법정보시스템(KICS) 개통[3]

## 시스템 구조
법원, 법무부, 검찰청, 경찰청이 독립적으로 각자의 시스템을 운용하되 각 시스템은 공통 시스템으로 연계되어 있으며 기관 공통 시스템은 형사 사법 공통 시스템 운영단이 관리하고 있다. 전체 시스템의 원활한 운영을 위하여 각 기관 시스템과 공통 시스템은 유기적으로 연동되어 운영되고 있다.

## 같이 보기
- 한국형사정책연구원
- 한국정보화진흥원